# Smallville: Absolute Justice
Smallville: Absolute Justice (en Latinoamérica Smallville: Justicia Absoluta) es una película de ciencia ficción emitida en televisión el 5 de febrero de 2010 en el canal CW. La trama de la película, basada en la serie «Smallville» y su personaje principal Clark Kent, se centra en la llegada de uno de los grupos más famosos de superhéroes, la Sociedad de la Justicia, a la ciudad ficticia de Metrópolis.
Al principio los productores de la serie no tenían pensado hacer una película sino que iban a ser dos capítulos llamados Society y Legends, pero más tarde, intuyendo el éxito que seguramente tendrían los dos capítulos, decidieron sorprender a los fanes de la serie y adaptar los mismos a una pequeña película basada en la serie. Smallville: Absolute Justice contará con la aparición del Hombre Halcón principalmente. Además de la aparición del personaje estelar de la temporada 11 Watchman. En España la emisión se realizó en dos capítulos dado que la cadena de televisión que emite la serie es una televisión pública y no cuenta con la audiencia de la televisión estadounidense.

## Argumento
Un hombre llamado Sylvester Pemberton rastrea a Chloe (Allison Mack) y le dice que sabe acerca de su equipo de superhéroes y necesita su ayuda. Sin embargo, antes de que pueda explicar quién es, él es atacado y muerto por Icicle (estrella invitada Wesley Macinnes). Clark Kent (Tom Welling) y Chloe hacen una investigación y lleva a Clark al antiguo salón de la Sociedad de la Justicia de América, donde se encuentra con Nelson Dr. Destino (Brent Stáit), Carter Hall ”Hawkman” (Michael Shanks) y Courtney ”Star Girl” (estrella invitada Britt Irvin). Courtney se ofrece con Hawkman y Dr. Fate para ayudar a atrapar al asesino que se dirige a su grupo, pero no están dispuestos a reanudar sus funciones como superhéroes. Clark, John Jones (Phil Morris), Green Arrow (Justin Hartley) y el equipo de Chloe ofrecen su ayuda a la JSA para detener a Icicle antes de que asesinen a otro miembro del grupo. Mientras tanto, Lois (Erica Durance) recibe un paquete de una agencia misteriosa llamada Jaque Mate, a cargo de Amanda Waller (Pam Grier).Glen Winters dirigió la primera hora y Tom Welling dirige la segunda hora.

## Desarrollo
La película fue anunciada hasta hace poco tiempo aunque antes de hacerla estaba pensada en hacer dos capítulos con el mismo argumento y los títulos iban a ser Society y Legends luego al ver lo entusiasmados que estaban los fanes para ver los capítulos los productores de la serie decidieron adaptarlo a una pequeña película, la historia y el guion están escritos por Geoff Johns el famoso escritor de cómics, quien ya había escrito el capítulo de la octava temporada "Legion" basado en la Legion de Superheroes. Cabe destacar que Absolute Justice fue el episodio más visto de esta novena temporada con 2,9 millones de televidentes.

## Tráiler
En el mes de diciembre del año 2009 fue lanzado un tráiler que se podía ver en YouTube y en otras páginas referenciadas por la serie en el cual no se muestra mucho sobre la película, son más escenas de capítulos anteriores de la temporada. Un segundo trailler fue publicado en KryptonSite y en otros sitios como SmallvillePS en el mes de enero de 2010 el cual muestra a Clark que halla en una vieja habitación que contiene reliquias de la Sociedad de la Justicia y un cuadro en el que se puede ver a cada uno de los miembros del grupo al final aparece Hawkman interpretado por Michael Shanks.

## Reparto
Desde el reparto de la serie:
- Tom Welling (Clark Kent): En la serie viene jugando un roll importante como el superhéroe de Metrolpolis llamado la Mancha.

- Allison Mack (Chloe Sullivan): La gran amiga de Clark que en la última temporada decidió ser Watchtower y la gran ayudante de Clark.

- Erica Durance (Lois Lane): La Enamorada de Clark lo intentara ayudar sacando información sobre la Sociedad además tendrá un rol importante en la película.

- Justin Hartley (Flecha Verde): En la última temporada de smallville Oliver Queen cayó en su lado más oscuro pero con la ayuda de sus amigos logró volver a ser Flecha Verde.

En la película, la Sociedad de la Justicia:
- Michael Shanks (Hombre Halcón): El famoso superhéroe de los cómics un justiciero que lidera la Sociedad de la Justicia y que no descansara hasta que Clark Kent logre ser el superhéroe que Metrópolis necesita.

- Brent Stait (Dr. Fate): Doctor Fate o Dr Destino se caracteriza por tener poderes mágicos y por tener una máscara dorada, tiene el alter ego de Kent Nelson.

- Brittney Irvin (Star Girl): Tendrá una seria atracción por Clark pero una mala química con Flecha Verde al igual que Hawkman.

Doblaje
| Actor/Actriz       | Personaje            | Doblaje para Latinoamérica |
| ------------------ | -------------------- | -------------------------- |
| Tom Welling        | Clark Kent           | Luis Daniel Ramírez        |
| Allison Mack       | Chloe Sullivan       | Circe Luna                 |
| Erica Durance      | Lois Lane            | Erica Edwards              |
| Justin Hartley     | Flecha Verde         | Raúl Anaya                 |
| Cassidy Freeman    | Tess Mercer          | Gabriela Gómez             |
| Michael Shanks     | Hombre Halcón        |                            |
| Brent Stait        | Doctor Destino       |                            |
| Brittney Irvin     | Star Girl            |                            |
| Callum Blue        | Zod                  |                            |
| Alessandro Juliani | Dr. Emil Hamilton    |                            |
| Pam Grier          | Amanda Waller        |                            |
| Erica Carroll      | Inza Nelson          |                            |
| Ken Lawson         | Wesley Dodds/Sandman |                            |

Emisiones en otros países
 Colombia: Warner Channel febrero de 2010 (subtitulada), Canal Caracol, Finales 2010, (Doblada al español).
 Argentina:  Warner Channel febrero de 2010.
 Venezuela:  Venevisión. Finales 2010, (Doblada al español).
 Paraguay: Paravisión Finales 2010, (Doblada al español).
 Chile: TVN y La Red (Chile) Finales 2010, (Doblada al español), Warner Channel febrero de 2010 (subtitulada)
 México: Televisa Finales 2010, (Doblada al español),  Warner Channel febrero de 2010 (subtitulada)  
 Ecuador: Red Telesistema Finales 2010, (Doblada al español), Warner Channel febrero de 2010 (subtitulada)Ecuavisa en el presente.
 Perú: Red Global Finales 2010, (Doblada al español),  Warner Channel febrero de 2010 (subtitulada)